# Trichoniscoides davidi
Trichoniscoides davidi är en kräftdjursart som beskrevs av Emil Racoviţă 1908C. Trichoniscoides davidi ingår i släktet Trichoniscoides och familjen Trichoniscidae. Inga underarter finns listade i Catalogue of Life.